# Typhlodromus youxiensis
Typhlodromus youxiensis är en spindeldjursart som beskrevs av Ma och Lin 2007. Typhlodromus youxiensis ingår i släktet Typhlodromus och familjen Phytoseiidae. Inga underarter finns listade i Catalogue of Life.